# Rauenhahn
Rauenhahn ist ein Ortsteil der Ortsgemeinde Asbach im Landkreis Neuwied im nördlichen Rheinland-Pfalz. Der Ort ist vorwiegend landwirtschaftlich geprägt.

## Geographie
Der Weiler liegt im Niederwesterwald westlich des Hauptortes Asbach auf einer Anhöhe oberhalb und nördlich des Pfaffenbachs. Südwestlich des Orts liegt der Asbacher Ortsteil Germscheid, nördlich der zur Ortsgemeinde Buchholz (Westerwald) gehörende Weiler Muß. Rauenhahn ist über die Landesstraße 272 mit dem Hauptort Asbach sowie mit der Bundesautobahn 3 (AS Bad Honnef/Linz) verbunden.

## Geschichte
Aufgrund des Namensbestandteils „-hahn“ wird der Ort der Siedlungsperiode zwischen dem 9. und 12. Jahrhundert zugeordnet. „Hahn“ ist die verkürzte Form von „Hagen“ und bedeutet ursprünglich ein eingehegtes, dadurch als Eigentum bezeichnetes Stück Land, meist Wald, das später gerodet werden sollte. Der Namensbestandteil „Rauhen“ bezeichnet eine weniger ertragreiche Flur.
Landesherrlich gehörte Rauenhahn bis 1803 zum Kurfürstentum Köln. Der Ort war Teil der „Honnschaft Elsaff“, die zum Kirchspiel Asbach gehörte und der Verwaltung des kurkölnischen Amtes Altenwied unterstand. In einer 1660 vom Kölner Kurfürsten Maximilian Heinrich angeordneten Bestandsaufnahme hatte „Rauenhaen“ (Rauenhahn) nur einen Hof.
Nachdem das Rheinland 1815 zu Preußen gekommen war, gehörte Rauenhahn zur Gemeinde Elsaff im damals neu gebildeten Kreis Neuwied und wurde von der Bürgermeisterei Asbach verwaltet. Nach einer Volkszählung aus dem Jahr 1885 hatte Rauenhahn 41 Einwohner, die in 8 Häusern lebten.
Bis zum 16. März 1974 gehörte Rauenhahn zu der bis dahin eigenständigen Gemeinde Elsaff, welche mit gleichem Datum aufgelöst wurde und deren Ortschaften entsprechend der ehemaligen Kirchspielzugehörigkeit den neu gebildeten Ortsgemeinden Asbach und Buchholz zugeordnet wurden. Hierbei kam Rauenhahn zu Asbach und gehört seitdem zur Gemarkung Elsaff-Asbach. 1987 zählte Rauenhahn 44 Einwohner.

## Rauenhahner Mühle
Der Wohnplatz „Rauenhahnermühle“ liegt etwa 600 Meter vom Ort Rauenhahn entfernt. Die ehemalige Rauenhahner Mühle war die jüngste Mühle im Pfaffenbachtal und wurde 1913 als Getreidemühle und Sägewerk errichtet. Das oberschlägige Wasserrad erbrachte eine Leistung von neun PS. 1957 wurde die Getreidemühle stillgelegt und das Sägewerk auf Elektromotoren umgestellt.